# 54-я гвардейская ракетная дивизия

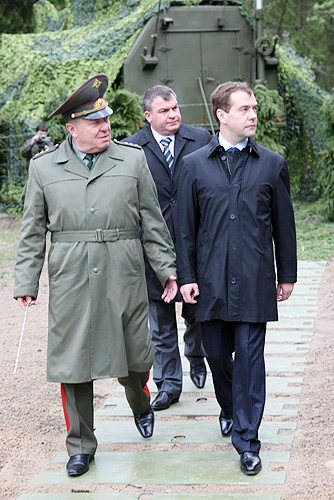
Командующий РВСН генерал-полковник Н. Е. Соловцов представляет 54-ю гвардейскую ракетную дивизию Верховному главнокомандующему ВС РФ Д. А. Медведеву и Министру обороны А. Э. Сердюкову, 15 мая 2008 года.

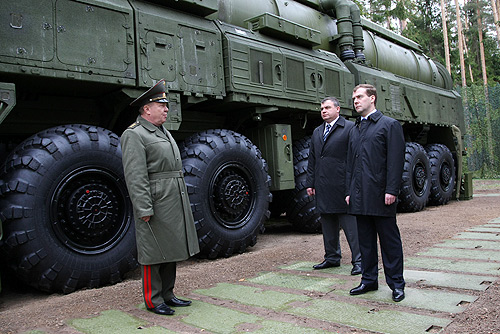
Командующий РВСН генерал-полковник Н. Е. Соловцов представляет 54-ю гвардейскую ракетную дивизию Верховному Д. А. Медведеву и Министру обороны А. Э. Сердюкову, 15 мая 2008 года.

54-я гвардейская ракетная ордена Кутузова дивизия (войсковая часть 34048) — оперативно-стратегическое соединение (гвардейская ракетная дивизия), в составе 27-й гвардейской ракетной Витебской Краснознамённой армии Ракетных войск стратегического назначения ВС России, расположенная в городе Тейково Ивановской области.
В состав дивизии входят управление, четыре ракетных полка, части обеспечения и охраны.

## История
25 июня 1960 года на базе 27-й отдельной гвардейской пушечной артиллерийской бригады, ведущей свою историю с 15 октября 1943 года и входившей в состав 8-й пушечной дивизии Резерва Верховного Главнокомандования, была сформирована 197-я ракетная инженерная бригада с дислокацией управления бригады в городе Тейково Ивановской области.
25 июня 1961 года 197-я ракетная инженерная бригада была переформирована в гвардейскую ракетную ордена Кутузова дивизию с местом дислокации в городе Тейково Ивановской области.
30 августа 1963 года на государственном полигоне проведён первый успешный учебно-боевой пуск ракеты Р-2.
Всего боевыми расчётами дивизии было произведено 36 учебно-боевых пусков.
Дивизия награждена вымпелами Министра обороны СССР:
- 1 ноября 1973 года — «За мужество и воинскую доблесть, проявленные на учениях 1973 года»,
- В 1985 году — «За мужество и воинскую доблесть».
- 27 ноября 1999 года 235-й ракетный полк соединения получил почётное наименование «Ивановский».

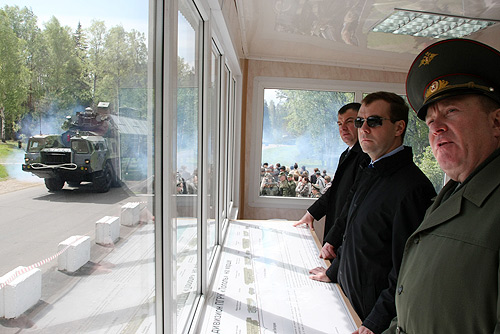
Президент России Д. А. Медведев, Командующий РВСН Н. Е. Соловцов, Министр обороны А. Э. Сердюков в 54 гв.рд.

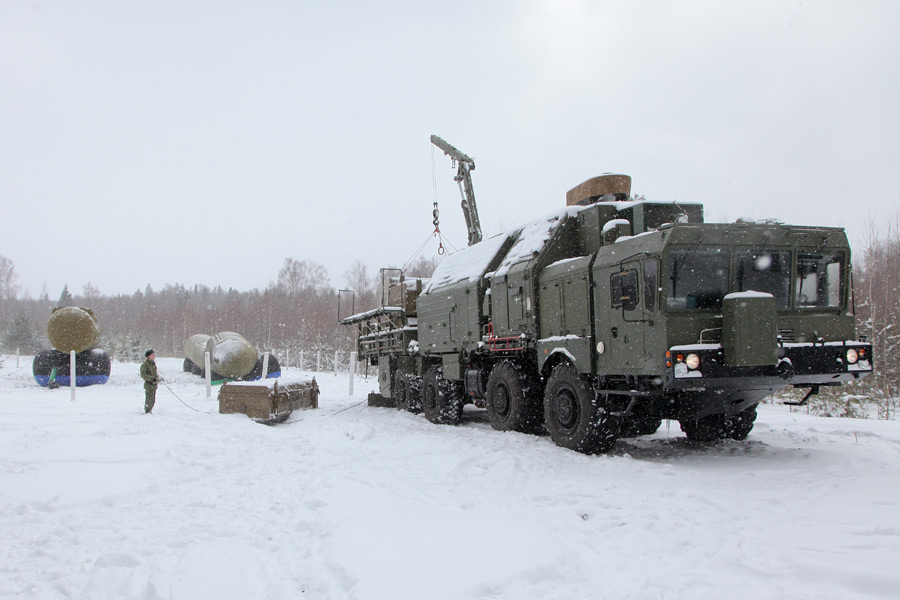
Отработка мероприятий антитеррористической защищённости и инженерного обеспечения в ходе приведения 54-й гвардейской ракетной дивизии в высшую степень боевой готовности.

В  2006 году дивизию посетил Президент Российской Федерации Владимир Путин, в 2008 году — Президент Российской Федерации Дмитрий Медведев.
С 7 ноября 1990 года дивизия участвует в военных парадах на Красной Площади в Москве.
Дивизия стала первой в РВСН полностью перевооружённой на современные ракетные комплексы «Ярс» и «Тополь-М». Каждые сутки в соединении боевое дежурство несут более 500 ракетчиков.
Элементы боевого порядка находятся в пяти областях — Московской, Ярославской, Костромской, Ивановской и Владимирской области.

## Состав
- Управление дивизии (в/ч № 34048, ранее в/ч 34048-У)
- 321-й ракетный полк (в/ч 21663).
- 235-й ракетный Ивановский полк (в/ч 12465).
- 285-й ракетный полк (в/ч 12416).
- 773-й ракетный полк (в/ч 43656, бывшая в/ч 07399, переведён из г. Новосибирск-95)
- Техническая ракетная база (в/ч 95852).
- Передвижной запасной командный пункт (ПЗКП) в/ч 34048 (ранее — подвижный командный пункт, в/ч 34048-Г).
- Батальон боевого обеспечения, в/ч 34048- А, ББО (бывший ОИСБ, в/ч 03616).
  - Узел связи (ранее в/ч 03006, расформирован с 1 октября 2011 года)
  - Узел связи в/ч 34048, сформирован заново и действует по н.в.
- Батальон охраны и разведки в/ч 34048 БОР (ранее в/ч 52861 ОБОР).
- Группа регламента и ремонта средств боевого управления и связи (в/ч 34048-Т).
- Отдельный автомобильный батальон в/ч 03670,ОАБ
- Батальон материально-технического обеспечения, в/ч 34048 БМТО (ранее база материально-технического обеспечения (БМТО), в/ч 34048-Д).
  - Ремонтно-эксплуатационная рота в составе в/ч 34048 БМТО (ранее — Подвижная авторемонтная мастерская, в/ч 34048-Ю, расформирована с 1 октября 2011 года).
- Эксплуатационно-техническая комендатура (в/ч 62681).
- Узел комплексного технического контроля (в/ч 34048-Б).
- Группа обеспечения учебного процесса (в/ч 34048-И).
- Фельдъегерско-почтовая станция.
- 6-й отдельный медико-санитарный батальон (в/ч 46182).

## Командование
- с 1960 по 1965 — генерал-майор Збраилов Борис Евгеньевич
- с 1965 по 1969 — генерал-майор Лёшин, Анатолий Васильевич
- с 1969 по 1974 — генерал-майор Шиловский, Владимир Петрович
- с 1974 по 1976 — генерал-майор Урлин Игорь Борисович
- с 1976 по 1983 — генерал-майор Олейник, Иван Иванович
- с 1983 по 1987 — генерал-майор Бяков Фёдор Андрианович
- с 1987 по 1992 — генерал-майор Черенов Виктор Петрович
- с 1992 по 1994 — генерал-майор Руденко Василий Степанович
- с 1994 по 1997 — генерал-майор Синякович Леонид Евгеньевич
- с 1997 по 1999 — генерал-майор Чистопольский Павел Алексеевич
- с 1999 по 2007 — генерал-майор Пчелинцев Юрий Александрович
- с 2007 по 2010 — полковник Фазлетдинов Игорь Робертович[3]
- c 2010 по 2015 — генерал-майор Глазунов, Олег Леонидович
- с 2015 по 2017 — полковник Кушниренко Владимир Владимирович
- с 2017 по 2021 — генерал-майор Шигмарданов Фарид Навельевич
- с 2021 — генерал-майор Доробало Сергей Всеволодович

## Вооружение

### Основное

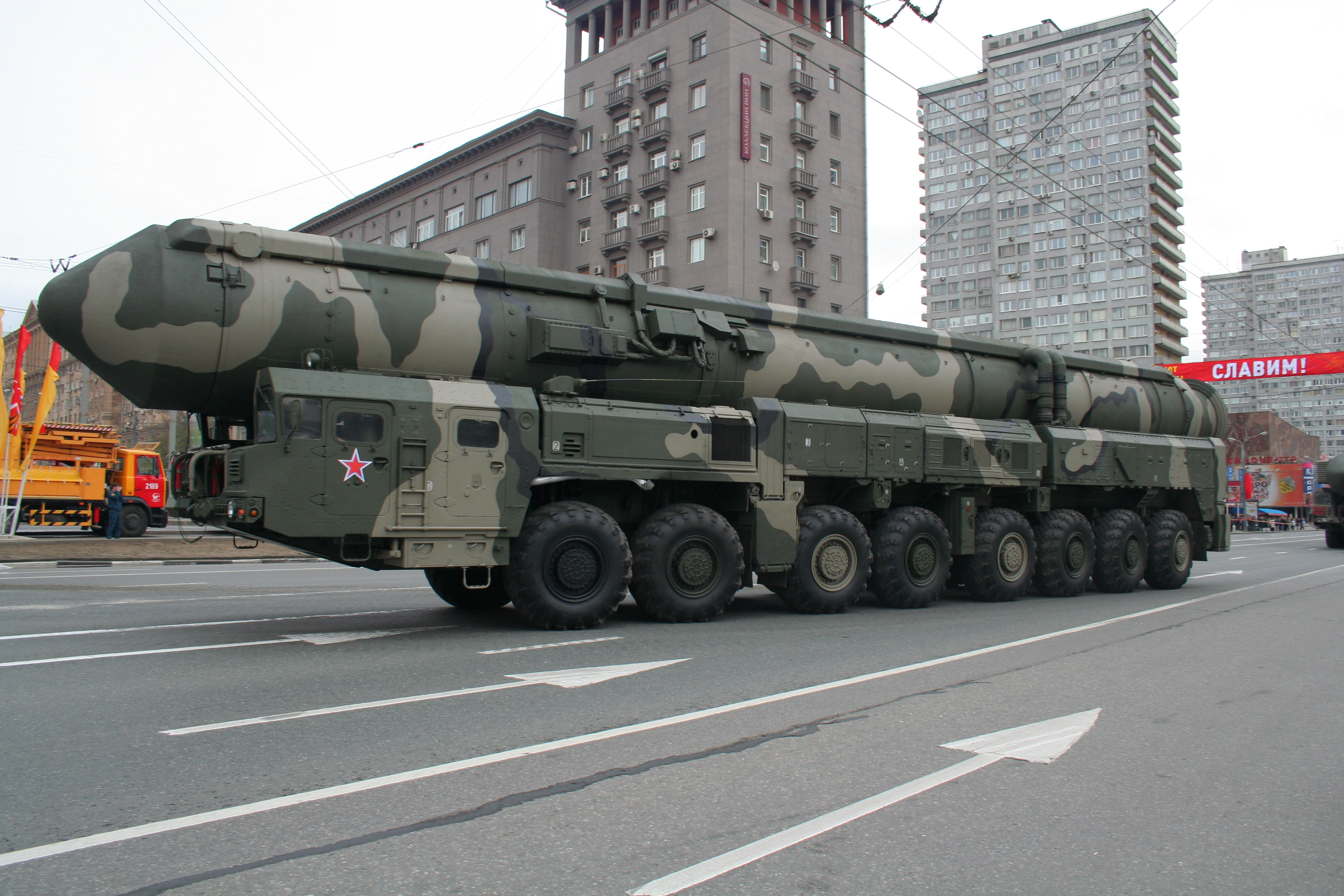
Пусковая установка 54 гв.рд на генеральной репетиции Парада Победы в Москве, 2010 год.

В различные годы на основном вооружении дивизии стояли ракетные комплексы:
- В 1962—1977 гг. — Р-16У (8К64У);
- В 1968—1975 гг. — УР-100 (8К84);
- В 1971—1991 гг. — УР-100К (15А20);
- С 1988 по н. в. — РТ-2ПМ «Тополь» (15Ж58).
- С 10 декабря 2006 года — РТ-2ПМ2 «Тополь-М» (15Ж65)[4].
- С декабря 2009 года — РС-24 «Ярс» (два ракетных полка — шесть ракетных дивизионов, всего 18 ПУ на боевом дежурстве)